# Sørvágurs kommun
Sørvágurs kommun (färöiska: Sørvágs kommuna) är en kommun på Färöarna som omfattar ögruppens västligast belägna ö Mykines samt västra halvan av Vágar. Förutom centralorten Sørvágur finns här också de mindre orterna Bøur och Gásadalur samt den lilla orten Mykines på ön med samma namn. Vid folkräkningen 2015 hade kommunen 1 103 invånare.

## Befolkningsutveckling
| Befolkningsutvecklingen i Sørvágurs kommun 1985–2015 | Befolkningsutvecklingen i Sørvágurs kommun 1985–2015 | Befolkningsutvecklingen i Sørvágurs kommun 1985–2015 | Befolkningsutvecklingen i Sørvágurs kommun 1985–2015 | Befolkningsutvecklingen i Sørvágurs kommun 1985–2015 |
| ---------------------------------------------------- | ---------------------------------------------------- | ---------------------------------------------------- | ---------------------------------------------------- | ---------------------------------------------------- |
|                                                      |                                                      |                                                      |                                                      |                                                      |
| År                                                   |                                                      |                                                      | Folkmängd                                            |                                                      |
| 1985                                                 | 1985                                                 |                                                      | 1 082                                                |                                                      |
| 1990                                                 | 1990                                                 |                                                      | 1 104                                                |                                                      |
| 1995                                                 | 1995                                                 |                                                      | 980                                                  |                                                      |
| 2000                                                 | 2000                                                 |                                                      | 993                                                  |                                                      |
| 2005                                                 | 2005                                                 |                                                      | 1 067                                                |                                                      |
| 2010                                                 | 2010                                                 |                                                      | 1 129                                                |                                                      |
| 2015                                                 | 2015                                                 |                                                      | 1 103                                                |                                                      |
|                                                      |                                                      |                                                      |                                                      |                                                      |